# Ferrières-en-Bray
Ferrières-en-Bray település Franciaországban, Seine-Maritime megyében. Lakosainak száma 1675 fő (2022. január 1.). Ferrières-en-Bray Hannaches, Hécourt, Saint-Germer-de-Fly, Saint-Quentin-des-Prés, Villers-sur-Auchy és Gournay-en-Bray községekkel határos.

## Népesség
A település népességének változása:
| Lakosok száma | 1657 | 1681 | 1707 | 1674 | 1674 | 1675 | 1669 | 1675 | 1675 |
|               | 2013 | 2015 | 2016 | 2017 | 2018 | 2019 | 2020 | 2021 | 2022 |